# Inzagatuj
Inzagatuj (ros. Инзагатуй) – wieś (ułus) w Rosji, w Buriacji, w rejonie dżydińskim. W 2024 liczyła 453 mieszkańców.